# Larissa Kàrlova
Larissa Kàrlova   (Kíiv, 7 d'agost de 1958) és una jugadora d'handbol ucraïnesa, ja retirada, guanyadora de tres medalles olímpiques.

## Biografia
Va néixer el 7 d'agost de 1958 a la ciutat de Kíiv, població que aquells moments formava part de la República Socialista Soviètica d'Ucraïna (Unió Soviètica) i que avui en dia és la capital d'Ucraïna.

## Carrera esportiva
Va participar, als 17 anys, en els Jocs Olímpics d'Estiu de 1976 realitzats a Mont-real (Canadà), on va aconseguir guanyar la medalla d'or en la competició olímpica femenina d'handbol, un metall que aconseguí revalidar en els Jocs Olímpics d'Estiu de 1980 realitzats a Moscou (Unió Soviètica). Absent dels Jocs Olímpics d'estiu de 1984 realitzats a Los Angeles (Estats Units) a conseqüència del boicot polític organitzat pel seu país, va participar en els Jocs Olímpics d'Estiu de 1988 celebrats a Seül (Corea del Sud), on va aconseguir guanyar la medalla de bronze.
En el seu palmarès també destaquen tres medalles al Campionat del Món, de plata el 1978 i d'or el 1982 i 1986.
A nivell de clubs jugà a l'Spartak de Kíev, amb qui guanyà la lliga soviètica entre 1975 i 1987, la Copa soviètica de 1977 i la Copa d'Europa de 1977, 1979, 1981, 1985, 1986 i 1987.